# NGC 1806
Coordenadas:  00h 05m 45.89s, −67° 29′ 20.6″
NGC 1808 es un cúmulo globular en la Gran Nube de Magallanes con la constelación de Dorado. Fue descubierto en 1836 por el astrónomo británico John Herschel. 